# Lev Fridman
Lev Grigorejevitsj Fridman (Russisch: Лев Григорьевич Фридман) (Sverdlovsk, 14 augustus 1969) is een Russisch autocoureur. De hoogtepunten van zijn carrière zijn een derde plaats in het Russisch Toerwagen Kampioenschap in 2006 en deelname aan vier WTCC-races in Zandvoort en Valencia. Hij reed hier voor het team Russian Bears Motorsport in een BMW 320i, met als beste resultaat een negentiende plaats in de eerste race in Valencia. In 2008 reed hij in de Dutch Supercar Challenge voor hetzelfde team.